# Арчар (река)
Арча́р (болг. Арчар, Арчарица) — река в Болгарии, правый приток нижнего Дуная, протекает по территории общин Макреш, Белоградчик, Видин и Димово в Видинской области на северо-западе страны.
Длина реки составляет 59,4 км, площадь водосборного бассейна — 365 км². Среднегодовой расход воды в верхней половине течения около села Рабиша — 0,70 м³/с.
Арчар начинается с восточных склонов горы Бабин-Нос на северо-западной окраине Стара-Планины в общине Макреш. В верхней половине течёт преимущественно на восток, потом — на северо-восток. Впадает в Дунай около северо-восточной окраины села Арчар в общине Димово.
Основной приток — Салашка.